# Трубниковский переулок
Тру́бниковский переу́лок — улица в центре Москвы в районе Арбат между Спасопесковской площадью и Поварской улицей.

## История[1]
В конце XVIII века часть переулка, примыкающая к Спасопесковской площадке, носила название Чёртов переулок (вероятно, по домовладельцу), часть от бывшего Кречетниковского переулка (теперь по его трассе идёт улица Новый Арбат) до Поварской улицы называлась Стрелецкой улицей (в 1657 — улица от Стрелецкой слободы до Стрелецкой съезжей избы; в 1715 — улица, что была Стрелецкая слобода).

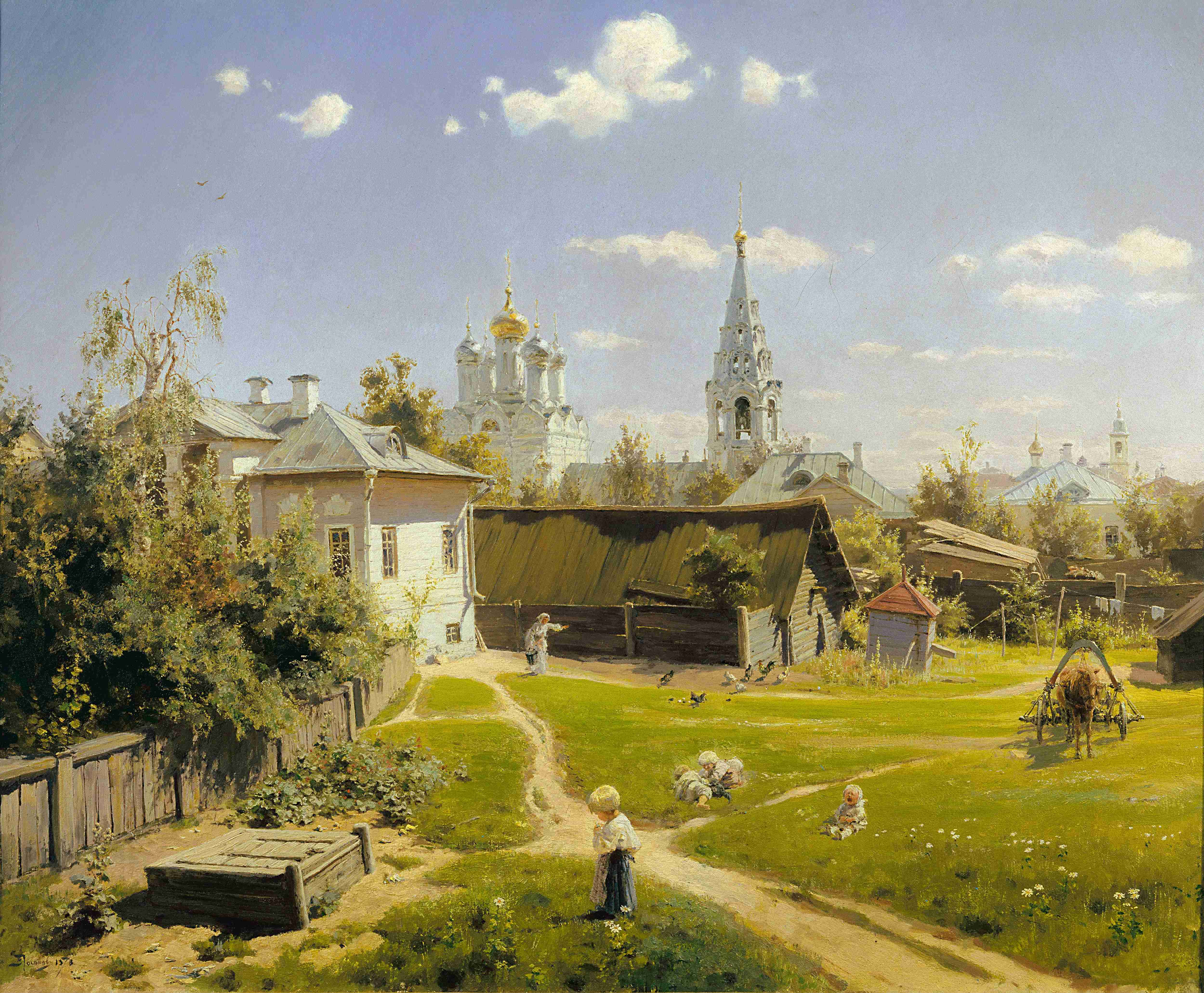
Поленов В. Д. «Московский дворик», 1878 год. Считается, что на картине изображён Трубниковский переулок.

С 1810-х годов переулок именовался Большим Кречетниковским (в отличие от Малого, который позже снова стал просто Кречетниковским), но название дано вовсе не по фамилии, как утверждают некоторые авторы, а по церкви Иоанна Предтечи в Кречетниках (разрушена в 1930 году; стояла на месте дома № 12 по Новинскому бульвару). В Строельной книге 1657 года «церковь Иванна Предтечи, что позади Кречетного двора» уже числится каменной. «Старый Кречетной бывший двор» ещё упоминается в актовых книгах в нач. XVIII в.
Современное название закрепилось в середине XIX века (до этого Трубниковой улицей именовалась нынешняя Большая Молчановка, а нынешняя Композиторская — Трубецкой или Трубенской улицей).
В переписи 1668 года на Поварской улице указан «двор великого государя съезжей трубнаго ученья» и по соседству дворы трубников. Многие авторы безосновательно связывают эти названия с трубочистами или печниками.
Н. М. Молева, опровергая эти утверждения «расхожих справочников», сообщает, будто «государев съезжий двор трубного ученья», отмеченный в переписи 1668 года, был «первой государственной музыкальной школой, готовившей музыкантов-духовиков, которым москвичи отдавали безусловное предпочтение перед исполнителями на иных инструментах»
В действительности в XVII веке трубачи назывались трубачами, а трубниками называли пожарных — по их основному инструменту — водоливным (заливным) трубам. Объезжие головы, назначавшиеся «для бережения от огня и ото всякого воровства», отмечали в переписи, «каких чинов люди и сколько с рогатины и с топоры и с бердыши и с водоливными трубами».

## Описание

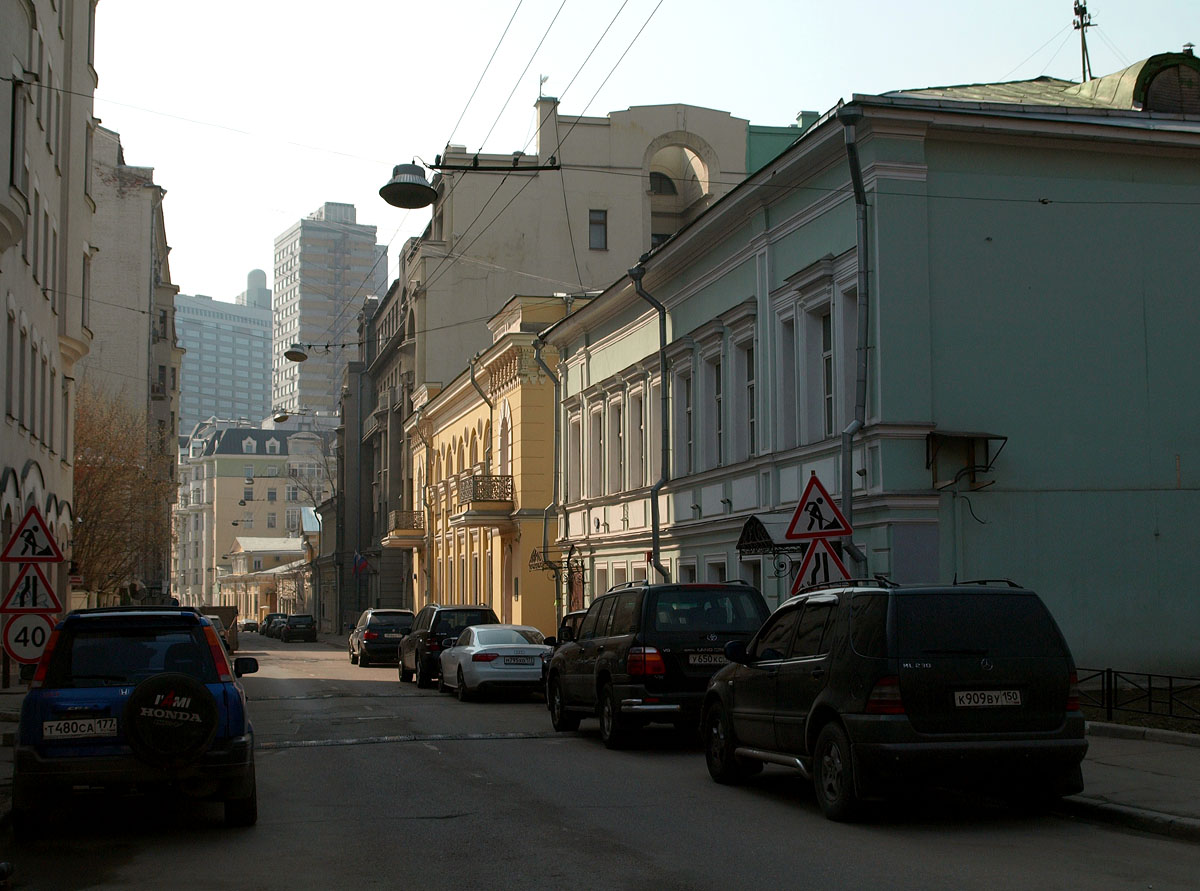
Северный конец Трубниковского переулка, 2008 г.

После прокладки в 1963 году улицы Новый Арбат Трубниковский переулок оказался разделённым на две неравные части: более короткий начальный участок с юга от Нового Арбата и более продолжительный участок на севере от Нового Арбата до Поварской.

### Южная часть
Начинается Трубниковский переулок от Спасопесковской площади и переулка Каменная Слобода, проходит на северо-запад до Композиторской улицы, заканчиваясь за домом 19/21 по Новому Арбату.

### Северная часть
Северный участок переулка начинается к западу от кинотеатра «Октябрь» (Новый Арбат, 24), проходит на север в целом параллельно Новинскому бульвару, справа к нему примыкает улица Большая Молчановка, доходит до Поварской улицы, где заканчивается напротив Скарятинского переулка.

## Примечательные здания и сооружения

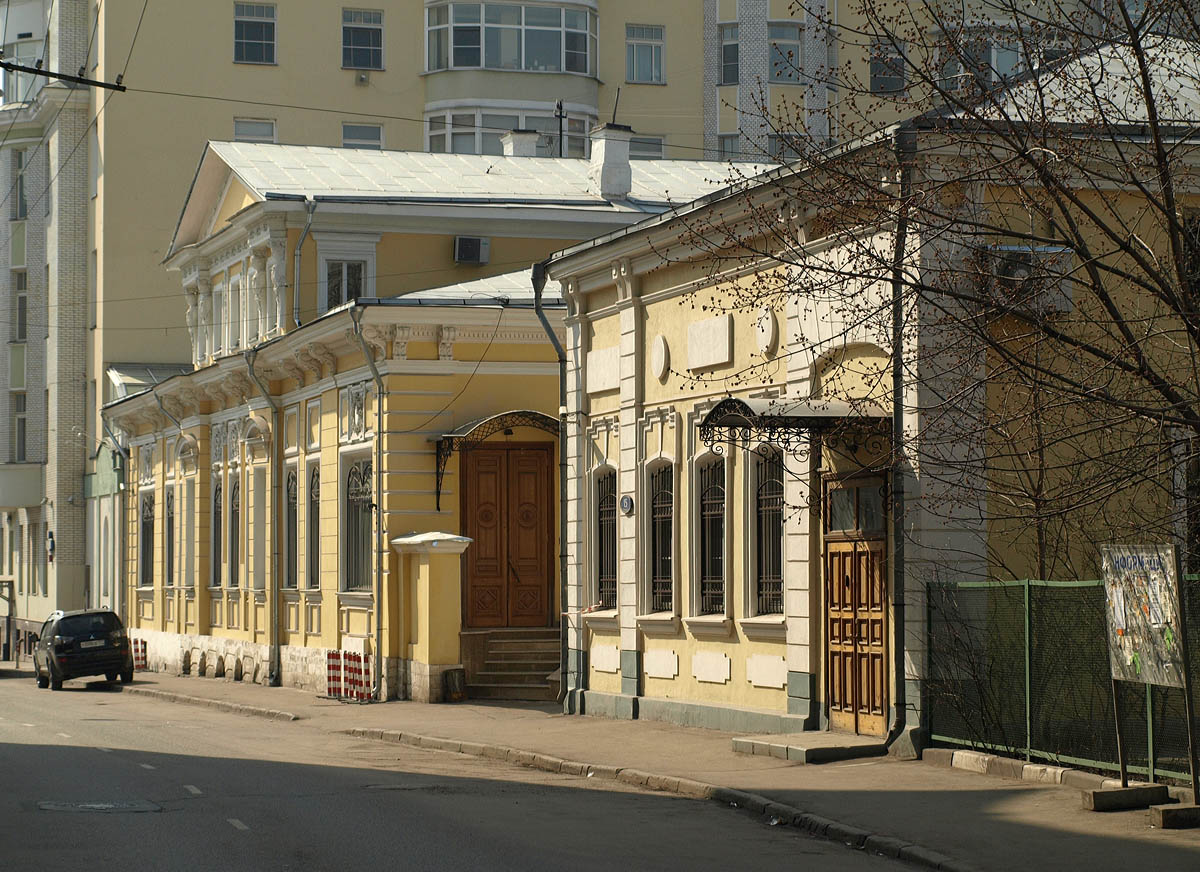
Дом 15, строение 1.

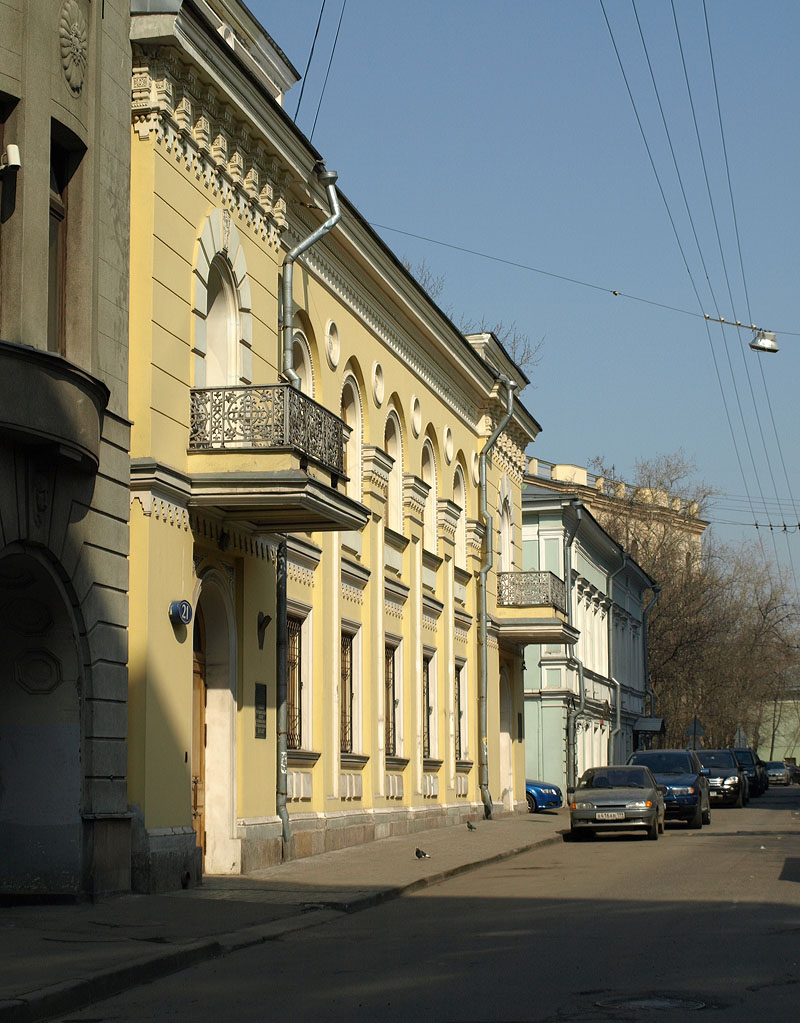
Дом 21.

### По нечётной стороне
- № 1/2, левое строение — доходный дом (1910, архитектор М. Д. Холмогоров).
- № 11 — дом графа Бреверн-де-ля-Гарди (надстроен в 1897—1899 годах по проекту архитектора И. П. Машкова). В конце XIX — нач. XX вв. в доме вместе со своей семьёй жил писатель и драматург Е. П. Гославский[9].
- № 13 стр. 1 — доходный дом (1913, архитектор Н. В. Андреев), сейчас — банк «Балтика».
- № 15 — женская учительская семинария (1904, архитектор Н. Н. Благовещенский).
- № 15, стр. 1,  памятник архитектуры (региональный) — городская усадьба П. А. Новикова — Н. В. Смольянинова — Л. М. Савёлова (1911, архитекторы М. К. Геппенер и Н. Г. Фалеев — перестройка)[10]. — Институт проблем глобализации.
- № 17,  памятник архитектуры (региональный) — дом, связанный с жизнью и деятельностью художника-пейзажиста и коллекционера И. С. Остроухова. Особняк был выстроен в 1822 году для коллежской асессорши Елизаветы Сонцевой; в 1830-х гг. здесь жил историк Москвы, архитектор А. А. Мартынов. В 1850-х годах им владел известный по основанной им в переулке богадельне помещик И. И. Барыков. В 1890 году особняк, полученный в качестве приданого жены, занял И. С. Остроухов, который разместил здесь свои коллекции. После национализации в 1918 году собрание Остроухова получило наименование: филиал Третьяковской галереи «Музей иконописи и живописи». В 1929—1979 годах в доме были коммунальные квартиры; в настоящее время — выставочные залы Государственного Литературного музея («Дом И. С. Остроухова в Трубниках»).
- № 17/1 — Государственный литературный музей.
- № 19  памятник архитектуры (региональный) — доходный дом Главного управления уделов (1912, архитектор П. П. Малиновский). Среди жильцов были архитекторы братья Веснины и, возможно, автор проекта здания Малиновский; подвалы дома занимали винные склады. После Октябрьской революции в доме разместились жилтоварищество и (с начала 1920-х) Наркомат по делам национальностей; народный комиссар И. В. Сталин работал и жил в этом здании. В квартире № 25, в комнате с балконом, жила семья тестя Сталина С. Я. Аллилуева, затем до 1993 года — генеральное представительство «Совамторг» американского акционерного общества Amtorg Trading Corpooration. В то же время в доме жил Н. М. Шверник[11][12].  В 1990-е годы здание относилось к Министерству экономики России. В 2000-е годы здесь располагалось несколько департаментов Министерства экономического развития РФ. В настоящее время здесь находится Федеральное агентство по делам национальностей (ФАДН). В 2014-2020 годах одновременно с ФАДН в здании располагалось Министерство Российской Федерации по делам Северного Кавказа.
- № 21, стр. 1,  памятник архитектуры (региональный) — жилой дом М. П. Арсеньевой (1876, архитектор А. А. Никифоров)[13]. В здании находится социальное обслуживание района Арбат.
- № 23 — детский сад № 276.
- № 29/31, стр. 1 — Сбербанк России, Киевское отд. № 5278/0135.

### По чётной стороне
- № 4 — доходный дом Баскакова (1909, архитектор О. Г. Пиотрович). В 1906 году в доме жил писатель Иван Бунин, о чём свидетельствует мемориальная доска; в 1920-х — 1930-х годах — живописец Константин Юон[14].
- № 6 — доходный дом (1915, архитектор К. В. Аполлонов).
- № 6, стр. 4 — издательский холдинг «Совершенно секретно», телекомпания и редакция газеты.
- № 8 — доходный дом В. К. Фёдорова (1910, архитектор К. Л. Розенкампф). Здесь жил архитектор Иван Флоринский[15]..
- № 22, стр. 1 — Горзеленхоз № 1 ГУП.
- № 22, стр. 2 — Институт практической психологии личности АНО.
- № 24, стр. 1,  памятник архитектуры (вновь выявленный объект) — доходный дом С. Н. Павлова (1904, архитектор Л. В. Стеженский[16]).
- № 26 — доходный дом братьев Баевых (1912—1913, архитектор И. С. Кузнецов). В доме жили зоолог Н. А. Бобринский[17], математик Н. А. Глаголев[18], пианист и композитор А. Б. Гольденвейзер[19], терапевт К. Э. Вагнер, врач-патологоанатом П. Л. Познанин.
- № 26, стр. 1 — Академический центр сертификации и стандартизации продуктов питания.
- № 28 — Российский фонд культуры.
- № 30 — доходный дом (1910, архитектор Д. М. Челищев). В этом доме жили архитекторы И. А. Иванов-Шиц (кв. № 17) и Н. Г. Фалеев[15][20], а также инженер-строитель Н. Л. Перельштейн[21].
- № 36/29 — доходный дом А. Ф. Таланова (1912, архитектор Л. В. Стеженский).